# Могильовське повстання (1661)
Могильовське повстання — повстання мешканців Могильова проти московських окупантів під час Тринадцятирічної війни.

## Передумови
Могильов був зайнятий московськими військами і союзними з ними частинами українських козаків без бою у 1654 році. Цар пообіцяв православним могильовчанам зберегти їхні права, а місту — магдебурзьке право. І принагідно дозволив одновірцям поживитися коштом місцевих євреїв, чиє майно вони поділили між собою і прибульцями з Московщини. На виконання своєї обіцянки московський володар затвердив запропонованих могильовчанами кандидатів на міські посади, але одразу ж після цього магдебурзького права місто позбавив, підпорядкувавши владі призначеного ним воєводи. Місцевих православних священників почали змінювати на московських. До Московщини вивезли устаткування друкарні, бібліотеку братської школи, її вчителів і навіть ченців, чиї настрої не подобалися окупантам
Після грошової реформи, проведеної царем Олексієм, московські вояки почали отримувати платню мідними грошами, які місцеві торгівці відмовлялися приймати. Стрільці написали до Москви «чолобитну» з проханням примусити могильовчан продавати товари за мідяки. Але її навіть не встигли відправити.

## План повстання
Не зчиняючи зайвого шуму, могильовчани почали готувати раптовий удар по загарбниках.
За планом, який змовники тримали в суворій таємниці, московську залогу завчасно обеззброїли: могильовчани, в будинках яких на постої були стрільці, познімали нишком з їхніх рушниць кремені.
Виступ був запланований на 1 лютого 1661 року.

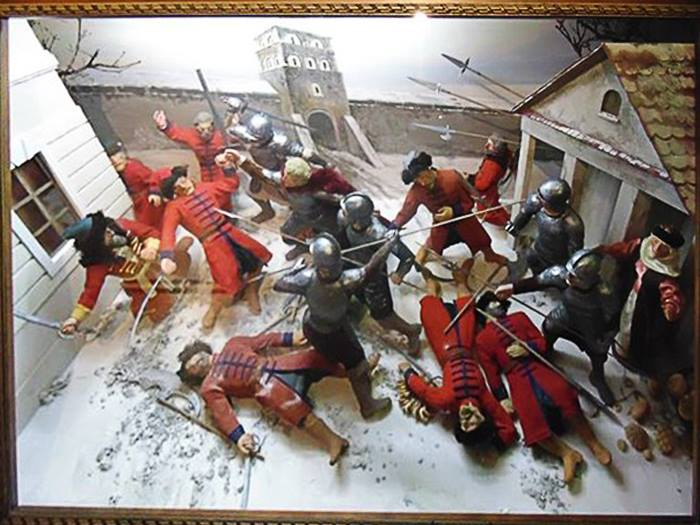
Сцена повстання. Фрагмент експозиції Музею історії Могильова

## Повстання
1 лютого 1661 року, в день святого Трифона, члени магістрату і почесні мешканці міста зібралися у ратуші, при собі тримали приховану зброю. На Ринку під вікнами ратуші з'явилися московські вояки, які за звичкою почали хапати з прилавків випічку. Сварка між ними та продавцями переросла у бійку.
У цей момент із ратуші вибіг бурмістр Йосиф Леванович, у руках якого був меч міського ката.
Перехрестившись і з вигуком «Пора!» Леванович сам кинувся рубати московських вояків.
Це був сигнал до загального повстання — і до бурмістра одразу приєдналися інші міські керівники. На сполох забили дзвони Братського монастиря, закликаючи містян до зброї. Стрільці спробували дати відсіч, але чисельна перевага все одно була на боці могильовчан, до яких долучилися полонені поляки, випущені з місцевої в'язниці.
Бій тривав не лише на ринковій площі. Московських стрільців убивали по всьому місту — на вулицях і по домівках. Загалом їх загинуло більш ніж дві тисячі (за іншими джерелами — сім) Вирватися з міста, за переказами, вдалося лише кільком загарбникам — саме вони й донесли звістку про повстання до Московщини.

## Наслідки

Сучасний герб Могильова

Внаслідок повстання Могильов повернувся під владу Яна II Казимира. До Варшави, на засідання сейму відрядили делегацію у складі войта Петра Казановича, бурмістрів Василя Леошкевича і Йосифа Левановича, інших почесних містян. Вони доставили до Варшави закутих у кайдани двох полонених царських воєвод Семена Горчакова, Матвія Полуектова та стрілецького голову Семена Чекіна. Вдячний монарх не лише вибачив Могильову зраду 1654 року і повернув місту магдебурзьке право, але й надав посадовцям могильовського магістрату шляхетство. До прізвища бургомістра додали слово «Пора» — гасло повстання — і відтоді його та його нащадків іменували Пора-Левановичами.
Змінили й міський герб: якщо раніше він містив зображення однієї срібної вежі, то тепер їх стало три, додали зображення відкритої брами з лицарем із піднятим мечем. Увінчувала композицію «Погоня» — символ усього Великого князівства Литовського — на знак того, що своєю мужністю могильовчани врятували цілу державу.
В царя для відплатної акції проти повсталого міста на той час вже не було належної військової сили. Тому обмежилися анафемою московського патріарха (не знятою й досі), накладеною на Могильов.
У 1667 році було укладене Андрусівське перемир'я. За його умовами Московщина зберегла за собою Смоленськ. Проте інші білоруські землі — разом із Могильовом — залишилися за Великим князівством Литовським.
За ганьбу, завдану царю Олексію, помстився вже його син — Петро I, за наказом якого загін під командуванням майора Відмана розграбував, сплюндрував і спалив Могильов у вересні 1708 року.